# Paul Bresser

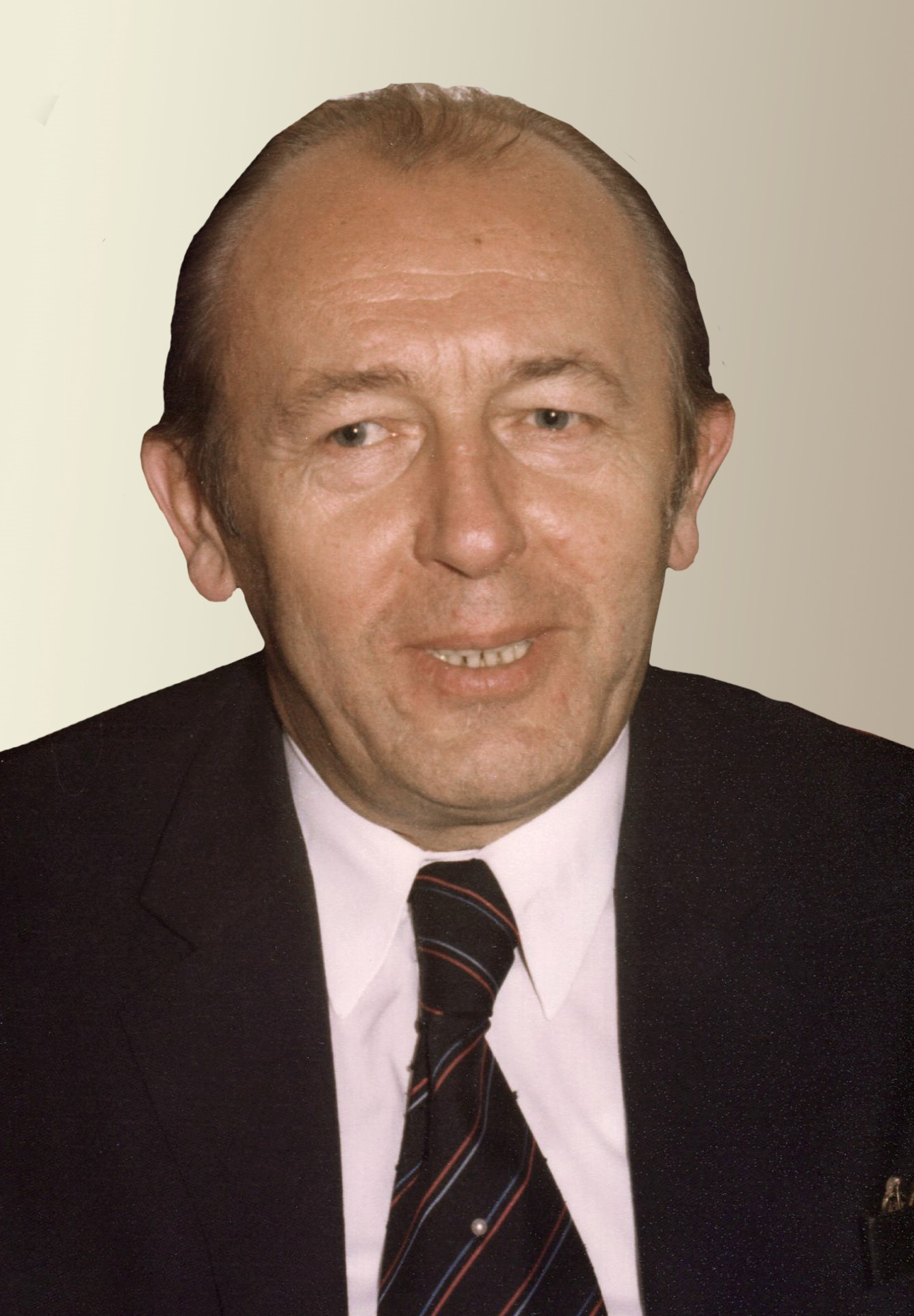
Paul Bresser

Paul H. Bresser (* 23. März 1921 in Düsseldorf; † 2. Oktober 1993 in Remscheid) war ein deutscher Facharzt für Neurologie und Psychiatrie und Professor für forensische Psychiatrie. Von 1970 bis 1986 war er Leiter der Abteilung für forensische Psychiatrie an der Universität Köln. Bresser war als Gerichtsgutachter in große Strafverfahren (u. a. „Kirmesmörder“ Jürgen Bartsch, RAF-Terroristen) eingebunden und als Vorstand der Gesellschaft für Logotherapie und Existenzanalyse maßgeblich an der Weiterentwicklung der von Viktor E. Frankl begründeten Logotherapie beteiligt.

## Leben
Paul Bresser wurde 1921 als Sohn des Ingenieurs Emil Bresser und seiner Ehefrau Paula, geb. Becker, in Düsseldorf geboren. Nach dem Abitur 1939 am Hindenburg Realgymnasium folgten sechs Monate Arbeitsdienst. Im Oktober 1939 begann er sein Medizinstudium in Erlangen, wechselte 1940 nach Bonn, um dort Ende 1940 das Physikum abzulegen. Von Februar 1941 bis Oktober 1942 nahm er im sogenannten „Gefrierfleischwinter“ als Melder und Sanitätsgefreiter an der Front des Russlandfeldzuges teil. Ende 1942 konnte er das Medizinstudium in München als Oberfähnrich in einer Studentenkompanie fortsetzen und kombinierte es mit einem Studium der Psychologie. 1946 erfolgte das Medizinische Staatsexamen und der Abschluss einer Dissertation zum Thema „Zur Psychopathologie Jugendlicher insbesondere unter dem Einfluss der Pubertät“.
Das Psychologiestudium schloss er 1947 in München ab. Die Promotion auf der Basis einer Dissertation zum Thema „Das Gemüt. Eine Studie zu seiner Theorie, Psychologie und Anthropologie“ folgte 1950. In der Zwischenzeit war er als Arzt in diversen Krankenhäusern tätig.
Es folgte eine Anstellung an der Universitätsnervenklinik in Köln unter der Leitung von Prof. Scheid. Dort verfasste er als Oberarzt die Habilitationsschrift „Die Grundlagen einer psychologisch-psychiatrischen Beurteilung jugendlicher Rechtsbrecher“. Die Begutachtung von Straftätern wurde der Schwerpunkt seiner anschließenden beruflichen Tätigkeit, seit 1970 als Leiter der Abteilung für forensische Psychiatrie an der Universität Köln.
Auch nach seinem Ausscheiden aus der Universität war er bis zu seinem plötzlichen Tod als Wissenschaftler, Dozent und Gutachter beruflich aktiv.
Bresser war verheiratet mit Erika Bresser, geb. Schröder, und hatte zwei Kinder.

## Wissenschaftliche Position
Bresser glaubte an die Willensfreiheit und Verantwortlichkeit des Menschen und stand damit im Widerspruch zum Geist seiner Zeit, der die Lebensumstände bei der Beurteilung des Menschen determinerend in den Vordergrund rückte. Im Bereich der Psychotherapie war er ein Anhänger der von Viktor Frankl begründeten Logotherapie. Die vorwärtsgewandte Sinnfindung (Logotherapie) entsprach seinem positiven, optimistischen, zielorientierten Denken.

## Charakter
In der von ihm herausgegebenen Zeitschrift für Logotherapie wird er in einem Nachruf mit folgenden Sätzen charakterisiert: „Bresser war als Mensch, Arzt und Wissenschaftler weit überdurchschnittlich begabt und von robuster, nahezu unerschöpflicher Schaffenskraft. Er verstand es, auch für anspruchsvolle Probleme „fast im Handumdrehen“ Lösungen anzubieten und auf den Weg zu bringen. Daher blieb ihm Zeit, bei Not im näheren Umkreis völlig selbstverständlich einzuspringen. …. Ein Lebenselixier für viele, auch die Ernsteren von uns, waren seine mitreißende, übersprudelnde Lebenslust und Heiterkeit.“

## Publikationen
Bresser publizierte eine Vielzahl von Aufsätzen in diversen Fachzeitschriften.
Im De Gruyter Verlag wurden publiziert:
- das forensisch psychiatrische Standardwerk „Gerichtliche Psychiatrie“, Langelüddeke, P.H. Bresser[7]
- das Lehrbuch „Medizinische Psychologie zum Gegenstandskatalog: Psychologie als Naturwissenschaft und als Verstehenslehre“, P.H. Bresser[8]
- das Fachbuch „Grundlagen und Grenzen der Begutachtung jugendlicher Rechtsbrecher“, P.H. Bresser[9]